# Едсгер Дейкстра
Е́дсгер Ві́бе Де́йкстра (нід. Edsger Wybe Dijkstra; 11 травня 1930, Роттердам — 6 серпня 2002, Нюнен, Нідерланди) — нідерландський науковець у галузі комп'ютерних наук. Один з розробників концепції структурного програмування, дослідник формальної верифікації і розподілених обчислень. У 1972 році був відзначений премією Тюрінга за вагомий внесок у розвиток мов програмування.

## Біографія
Батько Едсгера Дейкстри був хіміком, а мати — математиком. Едсгер вивчав у Лейденському університеті теоретичну фізику, та згодом усвідомив, що більше зацікавлений комп'ютерними науками.
Тривалий час працював в компанії Burroughs. У 1970-ті роки разом з Ентоні Гоарем і Ні́клаусом Віртем розробив основні положення Структурного програмування.
В останні роки життя викладав в Техаському університеті. Помер 6 серпня 2002 після довгої боротьби з раком.

## Наукові досягнення
Популярність Дейкстри принесли його роботи в області застосування математичної логіки при розробці комп'ютерних програм. Він брав активну участь у розробці мови програмування АЛГОЛ, написав перший компілятор для АЛГОЛ-60. У своїй діяльності по розвитку концепції структурного програмування активно виступав за відмову від goto. Також йому належить ідея застосування "семафорів" для синхронізації процесів в багатозадачних системах і алгоритм знаходження найкоротшого шляху на орієнтованому графі з невід'ємними вагами ребер, відомий як алгоритм Дейкстри.
У 1972 році став лауреатом премії Тьюринга . У 2002 році отримав щорічну премію, яка вручається симпозіум по принципам розподілених обчислень (англ.  Symposium on Principles of Distributed Computing ) Асоціації обчислювальної техніки «за публікацію, що зробила найбільший вплив на область розподілених обчислень»; На честь вченого з 2003 року ця премія носить назву премії Дейкстри .